# Trichocellus mannerheimi
Trichocellus mannerheimi är en skalbaggsart som beskrevs av Sahlberg. Trichocellus mannerheimi ingår i släktet Trichocellus och familjen jordlöpare. Inga underarter finns listade i Catalogue of Life.